# Майдана Паласиос, Ананиас
Анани́ас Майда́на Пала́сиос (исп. Ananías Maidana Palacios; 26 июля 1923, Энкарнасьон, Департамент Итапуа, Парагвай — 30 октября 2010, Асунсьон, Столичный округ, Парагвай) — парагвайский политик, генеральный секретарь Парагвайской коммунистической партии в 1989—2007 гг., кандидат в Сенат от Социалистического патриотического альянса (СПА) в 2008 году, политической коалиции, в которой участвовала ПКП. В период диктатуры Альфредо Стресснера был заключён в тюрьму на 24 года, затем бежал из страны, жил в эмиграции в Швеции и СССР. Брат Антонио Майданы (1916—1980), генерального секретаря Парагвайской коммунистической партии во времена диктатуры Стресснера, убитого парагвайскими спецслужбами в Аргентине.